# Golden Raspberry Awards 1980
De Golden Raspberry Awards 1980 was het eerste evenement rondom de uitreiking van de Golden Raspberry Awards, dat werd gehouden op 31 maart 1981 voor de slechtste prestaties binnen de filmindustrie van 1980. Ze werden gepresenteerd in John Wilsons huiskamer. Het evenement vond de dag voor de uitreiking van de Academy Awards plaats.

## Genomineerden en winnaars
| "Winnaar"* |

| Categorie | Nominaties |
| --- | ---------- |
| Slechtste film |            |
| Can't Stop the Music (A.F.D.), geproduceerd door Allan Carr                                                                               |            |
| Cruising (Lorimar/United Artists), geproduceerd door Jerry Weintraub                                                                      |            |
| Friday the 13th (Paramount), geproduceerd door Sean S. Cunningham                                                                         |            |
| The Formula (MGM/United Artists), geproduceerd door Steve Shagan                                                                          |            |
| Raise the Titanic! (A.F.D.), geproduceerd door William Frye                                                                               |            |
| Saturn 3 (A.F.D.), geproduceerd door Stanley Donen                                                                                        |            |
| The Nude Bomb (Universal), geproduceerd door Jennings Lang                                                                                |            |
| The Jazz Singer (A.F.D.), geproduceerd door Jerry Leider                                                                                  |            |
| Windows (United Artists), geproduceerd door Michael Lobell                                                                                |            |
| Xanadu (Universal), geproduceerd door Lawrence Gordon                                                                                     |            |
| Slechtste acteur |            |
| Neil Diamond in The Jazz Singer |            |
| Anthony Hopkins in A Change of Seasons |            |
| Bruce Jenner in Can't Stop the Music |            |
| Kirk Douglas in Saturn 3 |            |
| Michael Beck in Xanadu |            |
| Michael Caine in Dressed to Kill en The Island                                                                                            |            |
| Richard Dreyfuss in The Competition |            |
| Robert Blake in Coast to Coast |            |
| Sam J. Jones in Flash Gordon |            |
| Slechtste actrice |            |
| Brooke Shields in The Blue Lagoon |            |
| Deborah Raffin in Touched by Love |            |
| Farrah Fawcett in Saturn 3 |            |
| Faye Dunaway in The First Deadly Sin |            |
| Nancy Allen in Dressed to Kill |            |
| Olivia Newton-John in Xanadu |            |
| Shelley Duvall in The Shining |            |
| Sondra Locke in Bronco Billy |            |
| Talia Shire in Windows |            |
| Valerie Perrine in Can't Stop the Music                                                                                                   |            |
| Slechtste mannelijke bijrol |            |
| John Adames in Gloria |            |
| Laurence Olivier in The Jazz Singer |            |
| Charles Grodin in Seems Like Old Times |            |
| David Selby in Raise the Titanic! |            |
| Marlon Brando in The Formula |            |
| Slechtste vrouwelijke bijrol |            |
| Amy Irving in Honeysuckle Rose |            |
| Betsy Palmer in Friday the 13th |            |
| Elizabeth Ashley in Windows |            |
| Georg Stanford Brown in Stir Crazy |            |
| Marilyn Sokol in Can't Stop the Music |            |
| Slechtste regisseur |            |
| Robert Greenwald voor Xanadu |            |
| Brian De Palma voor Dressed to Kill |            |
| Gordon Willis voor Windows |            |
| John G. Avildsen voor The Formula |            |
| John Trent voor Middle Age Crazy |            |
| Michael Ritchie voor The Island |            |
| Nancy Walker voor Can't Stop the Music |            |
| Sidney J. Furie en Richard Fleischer voor The Jazz Singer                                                                                 |            |
| Stanley Kubrick voor The Shining |            |
| William Friedkin voor Cruising |            |
| Slechtste screenplay |            |
| Can't Stop the Music, geschreven door Bronte Woodward en Allan Carr                                                                       |            |
| A Change of Seasons, geschreven door Erich Segal, Ronni Kern en Fred Segal                                                                |            |
| Cruising, geschreven door William Friedkin                                                                                                |            |
| It's My Turn, geschreven door Eleanor Bergstein                                                                                           |            |
| Middle Age Crazy, geschreven door Carl Kleinschmidt                                                                                       |            |
| Raise the Titanic!, geschreven door Adam Kennedy en Eric Hughes                                                                           |            |
| The Formula, geschreven door Steve Shagan                                                                                                 |            |
| Touched by Love, geschreven door Hesper Anderson                                                                                          |            |
| Windows, geschreven door Barry Siegel |            |
| Xanadu, geschreven door Richard C. Danus en Marc C. Rubel                                                                                 |            |
| Slechtste originele lied |            |
| "The Man with Bogart's Face" uit The Man with Bogart's Face, muziek door George Duning, tekst door Andrew Fenady                          |            |
| "(You) Can't Stop the Music" van Can't Stop the Music, muziek en tekst door Jacques Morali                                                |            |
| "Suspended in Time" van Xanadu, muziek en tekst door John Farrar                                                                          |            |
| "Where Do You Catch the Bus for Tomorrow?" van A Change of Seasons, muziek door Henry Mancini, tekst door Marilyn Bergman en Alan Bergman |            |
| "You, Baby, Baby!" van The Jazz Singer, muziek en tekst door Neil Diamond                                                                 |            |
| Worst Career Achievement Award |            |
| Ronald Reagan |            |